# Epicampoptera strandi
Epicampoptera strandi är en fjärilsart som beskrevs av Felix Bryk 1913. Epicampoptera strandi ingår i släktet Epicampoptera och familjen sikelvingar. Inga underarter finns listade i Catalogue of Life.